# Гайдамака, Даниил Максимович
Дании́л Макси́мович Гайдама́ка (10 декабря 1875 — после 1917) — член IV Государственной думы от Харьковской губернии, крестьянин.

## Биография
Православный. Крестьянин села Старый Мерчик Старомерчикской волости Валковского уезда.
Получил домашнее образование. Отбывал воинскую повинность, вышел в запас в чине фельдфебеля. По окончании военной службы, четыре года служил жандармом. Занимался земледелием (7 десятин). До избрания в Думу четыре года состоял волостным старшиной.
В 1912 году был избран членом Государственной думы от Харьковской губернии. Входил во фракцию правых. Состоял членом земельной и бюджетной комиссий.
Судьба после 1917 года неизвестна. Был женат, имел четверых детей.